# メッセンジャーの○○は大丈夫なのか?
『メッセンジャーの○○は大丈夫なのか?』（メッセンジャーのまるまるはだいじょうぶなのか）は、毎日放送（MBSテレビ）で2015年4月23日から2020年3月26日まで毎週木曜日の23:56 - 翌日0:53（日本時間）に放送されていたバラエティ番組でメッセンジャーの冠番組である。

## 概要
本番組は、2014年4月から2015年3月26日まで1年間放送された『メッセンジャー&なるみの大阪ワイドショー』の番組内容・企画をフルリニューアルする形で出演者・スタッフの一部をそのまま残して放送を開始。メッセンジャー単独の冠番組は、テレビ番組では『メッセ弾』（テレビ大阪）以来約5年半振りであった。
番組は、世の中に蔓延る、ありとあらゆる事象に、メッセンジャーなどが「大丈夫なのか?」と突っ込みを入れていた。
2017年4月20日放送分で、放送100回に到達。2018年3月30日放送分からは、番組開始以来初めてスタジオセットを一新するなど、大規模なリニューアルを敢行した。
5年間にわたって放送されてきたが、2020年3月26日放送分で終了。 毎日放送において、メッセンジャーのあいはら雅一・黒田有が揃ってレギュラーで出演する冠番組は、『それゆけ!メッセンジャー』（MBSラジオで2003年10月から放送中）だけになった。

## 出演者

### 現在のレギュラー出演者（2018年3月30日放送分以降）
- メッセンジャー（あいはら雅一・黒田有） - 『メッセンジャー&なるみの大阪ワイドショー』から続投

2018年3月30日放送分からは、朝日奈央、籠谷さくらなどのタレントが、週替わりでアシスタントを担当する。

### 準レギュラー（パネラー）
※黒田曰く「いつものメンバー」と初期は称していたが番組リニューアル以降は「ゲスト」として紹介している。
　以下より毎回数組がスタジオ出演する。
- FUJIWARA
- TKO
- ダイアン
- 尼神インター
- NON STYLE
- アジアン
- ドランクドラゴン[2]
- スリムクラブ
- トレンディエンジェル
- 銀シャリ
- 見取り図
- 月亭八光
- 東貴博（Take2）
- ノブ（千鳥）
- 川島明（麒麟）
- 春日俊彰（オードリー）
- あばれる君
- アントニー（マテンロウ）

### 準レギュラー（レポーターも兼ねる）
- 藤崎マーケット
- シャンプーハット
- 学天即[3]
- アキナ
- 霜降り明星

### アシスタント
- 藤田ニコル
- 籠谷さくら
- 小芝風花
- 朝日奈央
- 斉藤アリス
- 西脇彩華
- 岡田紗佳

### レポーター
主にロケなどを担当する
- セルライトスパ[4]
- かまいたち
- 西代洋（ミサイルマン）
- 稲田直樹（アインシュタイン）
- 河野良祐（プリマ旦那（現・令和喜多みな実））など

### 過去の出演者
- なるみ - 『メッセンジャー&なるみの大阪ワイドショー』に続いて司会を務めたが、第1子の懐妊を機に、2015年11月下旬から産前産後休暇で芸能活動を休止（同年12月11日に出産）。当番組では、休暇へ入る前に収録した内容を、2015年内に放送していた。
- 玉巻映美（毎日放送アナウンサー） - なるみの芸能活動休止を機に、2016年1月14日放送分から、レギュラーでアシスタントを担当。身体を張った検証ロケ企画のリポーターも兼務していた。なるみが芸能活動を再開した2017年5月以降も続投していたが、番組初のリニューアルを機に、2018年3月23日放送分で降板した。

## 主なコーナー

### レギュラーコーナー
月収数万円で結婚した芸人の食卓は大丈夫なのか
担当：藤崎マーケット
月収が数万円程度のお笑い芸人の自宅をアポなしで訪問し、どういった食卓か調査するコーナー。まれに独自のルートから家の鍵を入手し、勝手に部屋に入ることもある。またアポなしで訪問するため芸人が仕事でいない、入浴中であるといったような事例もあった。「レギュラー番組0本で結婚した芸人の食卓は大丈夫なのか」（河野良祐（プリマ旦那）、田中一彦（スーパーマラドーナ）、松浦真也）、「東京でTVレギュラー０の芸人の食卓は大丈夫なのか」（瀬下豊（天竺鼠）、中川パラダイス（ウーマンラッシュアワー））、「月収１万円で生活する芸人の食卓は大丈夫なのか？」（金城昂希（ツウシイカム）、猫ノカケラ（キャット上原、ガツン！と岸本）） 、「給料日前日の芸人メシは大丈夫なのか」（ガリガリガリクソン、守谷日和、ゆうへい（吉田たち）・井上安世夫妻）など派生コーナーもある。
- 2016年9月9日の放送では、セルライトスパ・肥後、スーパーマラドーナ・田中、プリマ旦那・河野の各夫妻[6]、2017年1月26日の放送では、滝音・佐土原さすけ、カスターニャtantan!!、プリマ旦那・河野の各夫妻が再登場した[7]。

このスナック入って大丈夫なのか
担当：野性爆弾・くっきー
関西や東京、福岡などさまざまな地域のスナックに野性爆弾・くっきーが訪れ、スナック巡りをするというコーナー。
関西グルメ王てつじが1万円ポッキリで過ごす夜は大丈夫なのか（担当：シャンプーハット・てつじ）
シャンプーハット・てつじが1万円で味わえる関西のグルメスポットを紹介する。
100万円以下のマイホーム買って大丈夫なのか
担当：セルライトスパ・大須賀健剛
全国の100万円以下で購入可能な物件をセルライトスパ・大須賀が訪問し購入を検討するコーナー。毎回、大須賀が購入後のイメージを思い浮かべることが恒例となっている。
金持ち芸能人の日常生活　貧乏育ち　黒田が体験しても大丈夫なのか
担当：東貴博
貧乏な少年期を過ごした黒田がお金持ち芸人として有名な東貴博（Take2）の生活を体験するコーナー
世界の秘境温泉　女子大生が気軽に行って大丈夫なのか
担当：籠谷さくら
女子大生グラビアアイドルの籠谷さくらが、日本国内または海外の秘境にある温泉に行くコーナー。
夜に飲み歩いている女は大丈夫なのか？
担当：笑い飯・西田幸治
笑い飯・西田幸治が関西の歓楽街で飲み歩いている女性に声をかけ、自宅まで送り届けるというコーナー。
もしも飲食店でトラブルが連発したらその対応は大丈夫なのか？
飲食店でアルバイトしている若手から中堅の芸人にドッキリをしかけ、様々なトラブルを芸人が持ち前の話術を用いて回避できるかを検証する企画。ドッキリにあった芸人は第1回目の放送では馬と魚、第2回目の放送では守谷日和。飲食店で持ち込みの弁当を食べる、隣の席の客の料理を勝手に食べる、カツラを落とす、ネタ披露を強要されるなど様々な困難に、芸人がどう対処するかを検証する。
ニセ取材で初心を忘れていないか検証！10年前と同じ質問をして大丈夫なのか？
ニセ取材で成功した芸人の過去の記事を集め同じ質問をし現状に満足していないか検証するコーナー。西田幸治（笑い飯）、ノブ（千鳥）、井上裕介（NON STYLE）が過去に登場している。
いかりスーパーに通う主婦が旦那に内緒で食べているランチは大丈夫なのか
ティッシュなどの日用品にもお金をかける、リッチな芦屋のいかりスーパーで買い物する主婦たちが旦那に内緒で食べるランチを調査するコーナー。
こだわりの強すぎるカレー店オーナーの家カレーは大丈夫なのか？
料理や自分の経営する店にこだわりを持っている、カレー専門店のオーナーが自宅で作っているカレーはいったいどういったものかを調査。
偉人が愛したグルメ　知らずに食べているあなたは大丈夫なのか
偉人が訪れたエピ－ソードを持つ、あまり世間に知られていない飲食店を訪問し、その偉人が愛した一品を取材するコーナー。
副業で荒稼ぎ芸人　どれだけ稼いでいるか聞いて大丈夫なのか
芸人としての収入以外に副業を行うことで収入を得ているお笑い芸人の実態を調査するコーナー。今までに出演した芸人として、不動産賃貸業を営む私と社長、リンゴ農家をやっている松尾アトム前派出所、探偵を副業に持つ片岡正徳（オオカミ少年）、イラストレーターの副業を持つ大貫さん（夫婦のじかん）、大学教授の傍ら自作ロボットと漫才行うわっしー教授、キャバクラの店長の林博之（元ニレンジャー）、高校非常勤講師の山崎和也（チャリンコクラブ）らが紹介されている。
ペットに大金をつぎこむマダム　旦那への愛情は大丈夫なのか
10万円で洗車した車、その行先について行っても大丈夫なのか
洗車専門店で10万円と高額で洗車した車に乗っている人物を取材し、その人物の人物像や職業、車に対しての愛着などについて聞くコーナー。
関西人100人に聞いたピンキリさんの財布の中身は大丈夫なのか？
関西人100人に聞いたピンキリさんの財布の中身を調査。スタジオでは財布の中身の平均金額を予想して発表し、実際に街を歩く通行人の財布の中身がいくら入っているのかを調査するコーナー。
出てくるまで帰れまへん！思ってたんと違うグルメは大丈夫なのか？
担当：ミサイルマン・西代洋
思ってたものと違うグルメをメニュー表だけで予想して注文し完食、的中させる企画。第1回目の放送ではガリガリガリクソン、第2回目の放送ではぺえが、ミサイルマンの西代洋とともに挑戦した。
など

### 単発企画
宿無し外国人を霜降り明星せいやの家に いきなり泊めても大丈夫なのか？
担当：霜降り明星・せいや
初めて日本にやってきた外国人を霜降り明星・せいやが住んでいるシェアハウスに宿泊させる企画。
いろんな職業の10年目の貯金額を比べても大丈夫なのか？
担当：プリマ旦那・河野良祐
芸歴10年目、プリマ旦那・河野良祐が様々な職業で10年目の人を取材。その貯金額がどれほどかを検証する企画。
10人に1人が社長の街「東京都港区」実際に声をかけた結果は大丈夫なのか？
担当：かまいたち
10人に1人が社長の街といわれる東京都港区で実際に一般人に声をかけ、社長を探す企画。
美女の携帯に入っている有名人の連絡先 調査しても大丈夫なのか？
担当：アインシュタイン・稲田直樹
美女の携帯に入っている有名人の連絡先を調査しても大丈夫なのか？一番多い職業は芸人かスポーツ選手か？を検証する企画。
時代を映す鏡「昭和ラブホテル」部屋に入ってみて大丈夫なのか？
担当：尼神インター・誠子
全国に3万軒以上存在するラブホテル、中でも昭和に建てられた歴史あるラブホテルは老朽化により年々減少しているという事例から、文化遺産としての価値は高く部屋は当時を感じることができる、ということで尼神インター・誠子が日向琴子とラブホテルを巡る企画。
超高級フレンチ店で野性爆弾くっきーの料理を出しても大丈夫なのか？
担当・野性爆弾・くっきー
フレンチの高級レストランでシェフの代わりにくっきーが考案した創作料理を一般の客に出したときいったい一般のお客さんはどういった反応をするのか調査するコーナー。
新喜劇座員の異常な生活 覗き見しても大丈夫なのか？
担当：藤崎マーケット・トキ
藤崎マーケット・トキが新喜劇座員の異常な生活を覗き見し、中でも若手座員の変わった生活を暴いていく企画。
日本一過酷な障害物競走 100万円もらえるかもと気軽に参加して大丈夫なのか？
林健（ギャロップ）、奥田修二（学天即）、ウーイェイよしたか（スマイル）、河野良祐（プリマ旦那）らの関西芸人と女子大生グラビアアイドルの籠谷さくらの5人が全員がゴールできれば100万円を渡すという条件のもと、日本一過酷な障害物競走「スパルタンレース」に出場し全22種類の障害物が設置されている全長5キロのコースを2時間以内に攻略することを目指す企画。
夫の嫁への関心度調査！もし家で嫁が別人に変わっても大丈夫なのか？
プリマ旦那・河野夫妻、スーパーマラドーナ・田中夫妻、浅香あき恵とWヤング・佐藤武志夫妻の3組に対し、妻の髪型を変える、手料理を別人が作るなどして、夫が妻に普段どれほど関心を持っているか調査、最後には外出したふりをした妻の代わりにまったくの別人を帰宅させ、どの段階で妻の変化に気づくかを検証した。
祝 東京進出 尼神インター誠子 東京で住む家を探さなくて大丈夫なのか？
番組の準レギュラー、尼神インター・誠子の東京進出に伴い、番組で誠子のために勝手に物件を探し、紹介する企画。

## 過去のレギュラー企画
- 日本一危険なお茶会に参加しても大丈夫なのか？（担当：玉巻映美）
  - 「日本一危険な◯◯シリーズに挑戦」シリーズの１つとして番組アシスタントの玉巻映美が日本各地を訪問し危険な場所に行ってお茶会をする催しに参加するコーナー。2018年の番組リニューアルに伴い、玉巻が番組を降板したためコーナー終了。

## ネット局

### 現在
| 放送対象地域 | 放送局             | 系列    | 放送時間（日本時間）         | ネット状況 |
| ------------ | ------------------ | ------- | ---------------------------- | ---------- |
| 近畿広域圏   | 毎日放送（MBS）    | TBS系列 | 木曜 23:56 - 翌0:53          | 制作局     |
| 宮城県       | 東北放送（TBC）    | TBS系列 | 木曜 1:00 - 2:00（水曜深夜） | 遅れネット |
| 静岡県       | 静岡放送（SBS）    | TBS系列 | 木曜 0:40 - 1:35（水曜深夜） | 遅れネット |
| 中京広域圏   | CBCテレビ（CBC）   | TBS系列 | 月曜 23:59 - 翌0:55          | 遅れネット |
| 広島県       | 中国放送（RCC）    | TBS系列 | 火曜 0:25 - 1:20（月曜深夜） | 遅れネット |
| 福岡県       | RKB毎日放送（RKB） | TBS系列 | 木曜 0:55 - 1:55（水曜深夜） | 遅れネット |
| 長崎県       | 長崎放送（NBC）    | TBS系列 | 月曜 23:55 - 翌0:50          | 遅れネット |
| 鹿児島県     | 南日本放送（MBC）  | TBS系列 | 木曜 0:10 - 1:05（水曜深夜） | 遅れネット |

### 過去
いずれも遅れネット局。
- 北海道放送（HBC）: 2016年4月5日の単発放送を経て、2017年度の毎週日曜 1:53 - 2:53（土曜深夜）に放送。その後は2018年の10月4日にも単発放送。
- 青森テレビ（ATV）: 2016年10月3日の単発放送を経て、2017年度の毎週水曜 23:59 - 翌0:54に放送。
- 新潟放送（BSN）: 2017年3月までは毎週火曜 0:10 - 1:10（月曜深夜）。同年4月より毎週土曜 1:20 - 2:15（金曜深夜）に放送されたが、2019年6月29日（2019年6月20日放送分）を以て打ち切りとなった。
- RSK山陽放送（RSK）: 2019年10月3日から木曜14:05 - 15:00でレギュラー放送開始したが、同年12月19日の放送を以て打ち切りとなった。
- テレビ山口（tys）: 2018年度の毎週水曜 0:36 - 1:33に放送されたが、2019年6月22日放送分を以て打ち切りとなった。